# Богачёв, Александр Александрович
Александр Александрович Богачёв (1922—1978) — советский лётчик минно-торпедной авиации Военно-морского флота СССР, участник Великой Отечественной войны, Герой Советского Союза (6.03.1945). Старший лейтенант (7.04.1945).

## Биография
Родился 11 ноября 1922 года в деревне Старый Ужин (ныне — Старорусский район, Новгородская область) в семье крестьянина. Получил среднее образование.
В октябре 1940 года был призван на службу в Рабоче-крестьянский Красный Флот. Учился в Военно-морском авиационном училище имени И. В. Сталина, в августе 1942 года был переведён в Военно-морское минно-торпедное авиационное училище имени С. А. Леваневского, которое окончил в январе 1943 года. Затем служил в 3-м запасном авиационном полку. С мая 1943 года служил лётчиком 28-го авиаполка, с июля 1943 — 13-го авиаполка, и с июня 1944 — 2-го авиаполка перегонки самолётов. С июля 1943 года участвовал в перегонке самолётов-торпедоносцев А-20G «Бостон» из Красноярска на действующие флоты, перегнал 16 самолётов.
С августа 1944 года участвовал в Великой Отечественной войне лётчиком 51-го минно-торпедного авиационного полка 8-й минно-торпедной авиационной дивизии военно-воздушных сил Балтийского флота, летал на ударном самолёте A-20G «Бостон», полученном из США по ленд-лизу.
Первый успешный боевой вылет совершил 15 сентября 1944 года. Экипажи Богачёва и командира звена Башаева обнаружили в западной части Финского залива немецкий транспорт и охранение из боевых кораблей. Самолёт Богачёва получил повреждения системы электросбрасывателя торпеды и мотора, однако тем не менее лётчикам удалось торпедировать транспорт. В течение полутора часов Богачёв на одном двигателе управлял самолётом, дотянув до своего аэродрома.
22 сентября 1944 года экипаж Богачёва совершил два боевых вылета. Во время первого вылета лётчикам удалось потопить немецкий транспорт водоизмещением 7 тысяч тонн, и сторожевой корабль. Во время второго вылета Богачёв участвовал в уничтожении самого крупного судна из немецкого каравана, эвакуировавшего войска из Таллина, водоизмещением 15 тысяч тонн. В тот же день Таллин был освобождён, и полк Богачёва получил наименование «Таллинского».
К октябрю 1944 года лётчик 51-го минно-торпедного авиационного полка 8-й минно-торпедной авиационной дивизии военно-воздушных сил Балтийского флота младший лейтенант А. А. Богачёв совершил 14 боевых вылетов, в ходе которых уничтожил три транспорта и сторожевой корабль общим водоизмещением в 23 тысячи тонн, в том числе 10 октября 1944 года в Рижском заливе Богачёв торпедировал вражеский транспорт водоизмещением в 4 тысячи тонн, а 12 октября он потопил шедший под сильным охранением крупный транспорт водоизмещением в 12 тысяч тонн. За эти подвиги 15 октября был представлен к званию Героя Советского Союза.
Указом Президиума Верховного Совета СССР от 6 марта 1945 года за «образцовое выполнение боевых заданий Командования на фронте борьбы с немецкими захватчиками и проявленные при этом отвагу и геройство» младшему лейтенанту Александру Александровичу Богачёву присвоено звание Героя Советского Союза с вручением ордена Ленина и медали «Золотая Звезда» за номером 5085.
А пока наградные документы «ходили» по вышестоящим штабам, война продолжалась и Александр Богачёв вновь летал на задания над Балтийским морем. В том же октябре 1944 года он стал командиром звена. 30 октября в порту Либавы он потопил транспорт водоизмещением в 8 тысяч тонн. В середине ноября 1944 года Богачёв и его ведомый капитан Макарихин подвергли торпедированию немецкий конвой из двух транспортов, миноносца, семи сторожевых кораблей и двух тральщиков. В результате оба транспорта, каждый водоизмещением по 7 тысяч тонн, были потоплены. В бою самолёты не пострадали. В январе 1945 года Богачёв во главе своего звена вылетел на торпедирование конвоя противника из 6 транспортов и большого количества кораблей охранения. Атаковав головной транспорт, Богачёв потопил его.
Участвовал в боях в Данцигской бухте, торпедировал корабли в портах Кёнигсберг, Данциг, Пиллау. В марте 1945 года в Данцигской бухте участвовал в торпедировании группы немецких кораблей во главе с тяжёлым крейсером «Принц Ойген» (на этот раз оно не увенчалось успехом). В самолёт Богачёва попал зенитный снаряд, разворотивший броневую плиту. Её осколками Богачёв был тяжело ранен в голову. Доведя самолёт до аэродрома, он потерял сознание от острой кровопотери и был доставлен в госпиталь. В апреле он вернулся в свою часть.
4 мая 1945 года Богачёв участвовал в потоплении линкора «Шлезиен», учебного корабля «Гектор» («Орион») и нескольких других кораблей и транспортов в бухте Свинемюнде. К концу войны на боевом счету Богачёва было 46 боевых вылетов, 18 воздушных торпедных атак, 7 потопленных лично кораблей и судов противника (5 транспортов, сторожевой корабль, «быстроходная десантная баржа») и 5 потопленных в составе группы транспортов — больше, чем у кого-либо в 51-м минно-торпедном полку.
После окончания войны продолжил службу в ВМФ СССР в составе того же полка. С июля 1947 года — лётчик 15-го отдельного разведывательного авиационного полка ВВС 4-го ВМФ. В результате ранения в голову у него было выявлено серьёзное расстройство нервной системы. В мае 1950 года он был отстранён от лётной работы и направлен в распоряжение командующего ВВС флота, а в августе того же года уволен в запас из рядов Вооружённых сил СССР со 2-й группой инвалидности.
Как писал в мемуарах один из его однополчан, «внезапно лишившись любимой профессии, оказавшись вне своего летного коллектива, двадцатисемилетний Александр затосковал. Он приехал в Ленинград к своей шестидесятилетней матери Татьяне Алексеевне. Как ни стойко он боролся с недугом, болезнь прогрессировала. Он порвал с любимой девушкой, замкнулся, отгородился от всех. Так и жил годами, ни с кем, кроме соседей, не общался, на письма друзей не отвечал… На редкость удивительный он был человек! В бою — бесстрашный, смелый, а в жизни — застенчивый до крайности, И — гордый! Он ни разу не пользовался льготами Героя Советского Союза, никуда не ездил, в санаториях не бывал. Скромнейший и чистой души человек!».
Проживал в городе Петродворец. 12 августа 1978 года скончался от прогрессирующей болезни. Похоронен на Ново-Троицком кладбище Петергофа.

## Награды
- Герой Советского Союза (6.03.1945)
- Орден Ленина (6.03.1945)
- Четыре ордена Красного Знамени (13.10.1944, 24.10.1944, 26.11.1944, 7.03.1945)
- Медаль «За боевые заслуги» (31.10.1944)
- Медаль «За взятие Кёнигсберга» 91945)
- Ряд других медалей СССР[2].

## Память

Бюст А. А. Богачёва на Аллее Героев в Парке Победы в городе Старая Русса

Бюст Героя Советского Союза А. А. Богачёва установлен на Аллее Героев в Парке Победы в городе Старая Русса.